# Przypadek użycia
Tworzenie przypadków użycia (ang. use case) – technika stosowana w inżynierii oprogramowania w celu opisania wymagań tworzonego systemu informatycznego. Przypadek użycia przedstawia interakcję pomiędzy aktorem (użytkownikiem systemu), który inicjuje zdarzenie oraz samym systemem jako sekwencję prostych kroków.

## Historia
W 1986 Ivar Jacobson, informatyk zaangażowany w tworzenie Unified Modeling Language (UML) oraz Rational Unified Process (RUP) opisał technikę do specyfikowania przypadków użycia. Z początku używał określeń: scenariusz użytkowania (usage scenarios) i przypadki użytkowania (usage case).
W latach 90. przypadki użycia stały się powszechnie stosowanym sposobem opisu wymagań funkcjonalnych.

## Opis ogólny
Przypadek użycia powinien:
- opisywać w jaki sposób system powinien być używany przez aktora w celu osiągnięcia konkretnego celu
- być pozbawiony szczegółów dotyczących implementacji oraz interfejsu użytkownika
- opisywać system na właściwym poziomie szczegółowości

## Pisanie przypadków użycia

### Poziom szczegółowości
Alistair Cockburn w swojej książce Writing Effective Use Cases wyróżnia 3 poziomy szczegółowości przypadków użycia:
- nieformalny opis – kilka luźnych zdań ogólnie opisujących przypadek
- formalny opis – kilka paragrafów, podsumowanie
- pełny opis – formalny dokument

### Nazewnictwo
Zaleca się, aby przypadki użycia posiadały nazwy odpowiadające czynnościom, które opisują. Często zaleca się stosowanie wyrażeń rozpoczynających się od czasownika w formie trybu rozkazującego. Przykładowe nazwy to: „Zarejestruj użytkownika”, „Sprawdź stan konta”.

### Ścieżka główna
Przypadek użycia powinien przedstawiać podstawowy przebieg operacji, tzw. szczęśliwą ścieżkę wydarzeń („basic flow”, „happy flow”).
Przykład:
1. System prosi Użytkownika o zalogowanie
2. Użytkownik podaje swój numer identyfikacyjny oraz hasło
3. System stwierdza poprawność danych
4. Użytkownik zostaje zalogowany do systemu

### Ścieżki alternatywne
Przypadki użycia mogą również zawierać dodatkowe informacje, które opisują sytuacje, gdy nie zachodzi ścieżka optymalna.
Dla powyższego przykładu:
3a. System odrzuca podane dane
3a1. Powrót do kroku 1.